# Attacken i Bondi Junction 2024
Attacken i Bondi Junction 2024 inträffade den 13 april då 40-årige Joel Cauchi knivhögg 18 personer i köpcentrumet Westfield Bondi Junction, i förorten Bondi Junction i Sydney, Australien. Sex personer dödades av Cauchi, varav fem kvinnor och en man, och bland de skadade var en nio månader gammal flicka. Cauchis attack tog slut då han sköts till döds i köpcentrumet av en polisinspektör.

## Bakgrund
Westfield Bondi Junction är ett stort köpcentrum i Sydneys östra förorter; det fjärde största köpcentrumet i New South Wales. Attacken skedde under en lördagseftermiddag då köpcentrumet var fyllt med hundratals besökare.

## Attacken
Enligt polisstyrkan i NSW gick gärningsmannen in i Westfield Bondi Junction vid 15:10 AEST, iklädd en Kangaroos-tröja. 10 minuter senare lämnade Cauchi köpcentrumet innan han återvände med, enligt beskrivningar från vittnen, en 30-centimeter lång kniv.
Ögonvittnen beskrev Cauchis beteende som oberäkneligt, och videoklipp från säkerhetskameror samt åskådare visar gärningsmannen attackera vissa, samtidigt som han ignorerar andra. Flera civila konfronterade mannen och blockerade honom från att passera till vissa delar av centrumet. Videor inspelade från mobiltelefoner visar en man, senare identifierad som den franska byggarbetaren Damien Guerot, stoppa gärningsmannen från att passera en rulltrappa till en högre våning genom att blockera honom med en pollare.
Attacken började då Cauchi återvände till köpcentrumet klockan 15:20. Räddningstjänst kallades till följd av rapporter om flera knivhuggna. Byggnaden evakuerades och kollektivtrafik i området omdirigerades. Runt 40 ambulanser skickades till incidenten. 
Gärningsmannen avled då han sköts i bröstkorgen av den ensamma polisinspektören Amy Scott, som konfronterade Cauchi på köpcentrumets femte våning efter att ha fått vägbeskrivningar från Guerot, samt en annan fransman, Silas Despreaux. Scott sköt Cauchi efter att han hade försökt attackera henne med sin kniv. Efter skjutningen gav hon gärningsmannen hjärt- och lungräddning. Ljudet av skjutningen ledde till att fler inne i köpcentrumet blev alerta till incidenten, vilket i sin tur ledde till fler evakueringar och att fler butiksanställda stängde sina butiker, med kunder skyddade inuti.

## Offer
Vid 18:15 meddelade New South Wales polischef Anthony Cooke i ett pressmeddelande att fem initiala offer hade avlidit, samt gärningsmannen, och med flera andra kritiskt skadade.
Fem offer dog i köpcentrumet. Tolv andra blev inlagda på sjukhus, däribland en nio månader gammal bäbis som behövde opereras på, samt hennes mamma som senare dog i sjukhuset, vilket ökade antalet omkomna offer till sex. Flera av de skadade beskrevs vara i kritiska förhållanden. En säkerhetsvakt anställd av köpcentrumet var bland de omkomna. Den 15 april konfirmerade Kinas utrikesdepartement att bland de döda fanns en kinesisk medborgare, och att en annan hade skadats. De meddelade även att de kommer följa utredningen av incidenten nära.